# Rajadell
Rajadell – gmina w Hiszpanii, w prowincji Barcelona, w Katalonii, o powierzchni 45,46 km². W 2011 roku gmina liczyła 543 mieszkańców.